# The Life Burns Tour
The Life Burns Tour je záznam koncertu finské kapely Apocalyptica.

## Seznam skladeb
1. „Intro“ - 0:28
2. „Path“ - 2:36
3. „Master of Puppets“ (Metallica cover) - 7:16
4. „Somewhere Around Nothing“ - 4:42
5. „Fight Fire With Fire“ (Metallica cover) - 3:59
6. „Quutamo“ - 3:46
7. „Heat“ - 3:27
8. „Betrayal“ - 4:09
9. „Nothing Else Matters“ (Metallica cover) - 6:26
10. „Hope“ - 3:46
11. „Life Burns!“ - 3:11
12. „Fisheye“ - 4:39
13. „Bittersweet“ - 5:27
14. „Seek & Destroy“ (Metallica cover) - 5:21
15. „Prologue (Apprehension)“ - 3:04
16. „Creeping Death“ (Metallica cover) - 4:31
17. „Inquisition Symphony“ (Sepultura cover) - 6:12
18. „Enter Sandman“ (Metallica cover) - 3:34
19. „Refuse/Resist“ (Sepultura cover) - 5:07
20. „Hall of the Mountain King“ - 4:44